# 古畑徹
古畑 徹（ふるはた とおる、1958年 - ）は、日本の歴史学者。金沢大学人間社会研究域歴史言語文化学系教授。専門は渤海国を中心とした東部ユーラシア史。

## 経歴
- 1981年　東北大学文学部史学科東洋史専攻卒業[3]。
- 1983年　東北大学修士課程文学研究科東洋史学修了[3]。
- 1987年　東北大学博士課程文学研究科東洋史学単位取得満期退学[3]。
- 1987年　東北大学文学部助手(1987年4月1日-1990年3月30日)
- 1990年　金沢大学教養部助教授(1990年4月1日-1996年3月31日)
- 1996年　金沢大学文学部助教授(1996年4月1日-2002年12月31日)[4]
- 2003年　金沢大学文学部教授(2003年1月1日-2008年3月31日)
- 2008年　金沢大学人間社会学域国際学類教授(2008年4月1日~)[5]

## 著書

### 単著
- 『渤海国とは何か』（吉川弘文館、2017年）
- 『渤海国と東アジア』（汲古書院、2021年）

### 共著
- 『古代環東海交流史2 渤海と日本』（明石書店、2015年）
- 『日本と渤海の古代史』（山川出版社、2003年）
- 『中国史概説』（白帝社、1998年）
- 『古代を考える 日本と朝鮮』（吉川弘文館、2005年）

### 編著書
- 『高句麗・渤海史の射程 古代東北アジア史研究の新動向』（汲古書院、2022年）

## 関連リンク
- 金沢大学HP
- CiNii古畑徹(著書)